# Thierry Dusserre
Thierry Dusserre   (Rumans d'Isèra, 25 de juliol de 1967) és un biatleta francès, ja retirat, que va competir durant les dècades de 1980 i 1990.
El 1994 va prendre part en els Jocs Olímpics d'Hivern de Lillehammer, on disputà dues proves del programa de biatló. Guanyà la medalla de bronze en el relleu 4x7,5 quilòmetres formant equip amb Patrice Bailly-Salins, Lionel Laurent i Hervé Flandin, mentre en la prova d'esprint fou dinovè. Quatre anys més tard, als Jocs de Nagano, va disputar tres proves del programa de biatló. Destaca la setena posició en la prova del relleu 4x7,5 quilòmetres, mentre en les altres dues finalitzà en posicions molt endarrerides.
En el seu palmarès també destaca una medalla de plata i dues de bronze en els sis Campionats del món de biatló que disputà.